# Internationale Bauausstellung
Eine Internationale Bauausstellung (IBA) ist ein seit vielen Jahrzehnten in Deutschland eingesetztes Instrument der Stadtplanung und des Städtebaus, um mit neuen Ideen und Projekten im sozialen, kulturellen und ökologischen Bereich Impulse zu setzen für einen in der jeweiligen Region als erforderlich angesehenen städtebaulichen bzw. landschaftlichen Wandel.
Durch die über Landesgrenzen hinweg angestrebte Beteiligung von Architekten, Stadt- und Landschaftsplanern sowie Unternehmen soll der internationale Wettbewerb an den Projekten gefördert werden. Oft werden dazu beachtliche Preisgelder durch Kommunalbehörden oder Regierungsstellen ausgelobt.
Während IBAs ursprünglich auf Deutschland beschränkt waren, waren die IBA Rotterdam (s. u.) und die IBA Basel 2020 die ersten Internationalen Bauausstellungen, die das deutsche Format in andere Staaten übertrugen.
Nachdem bis zum Ende des 20. Jahrhunderts IBAs eher selten stattfanden, setzte mit der IBA Berlin (1987) und der IBA Emscherpark (1999) eine inhaltliche Weiterentwicklung des Formats und ein größerer Bekanntheitsgrad ein, welcher zu einem größeren Anreiz zur Durchführung beitrug. Die Internationalen Bauausstellungen wandelten sich über die Zeit von Architektur- zu Baukultur-Ausstellungen, bei denen neben ästhetischen und technologischen zunehmend soziale, wirtschaftliche und ökologische Aspekte sowie die Qualität von Prozessen und von Partizipation in den Vordergrund traten. Die Themenstellungen der IBA wurden so immer komplexer, die räumliche Ausdehnung immer weiter.
In enger zeitlicher Folge gibt es seither Internationale Bauausstellungen mit sehr unterschiedlichen Akzentuierungen.

## Austragungsorte
Da der Titel „Internationale Bauausstellung“ – anders als etwa bei Weltausstellungen (EXPOs) – nicht von einer zentralen Organisation vergeben wird, sondern von den jeweiligen Organisatoren als Selbstbezeichnung angenommen wird, und andererseits insbesondere in weiter zurückliegender Zeit auch ähnliche Ausstellungen unter anderen Namen stattfanden, ist die Abgrenzung, welche Werkschauen und Ausstellungen als IBA zählen, nicht immer eindeutig.
- Als erste Internationale Bauausstellung gilt die Ausstellung „Ein Dokument Deutscher Kunst“ im Jahr 1901 auf der Mathildenhöhe in Darmstadt. Sie wurde von Großherzog Ernst Ludwig initiiert und gilt als ein Meilenstein des deutschen Jugendstils.[2]

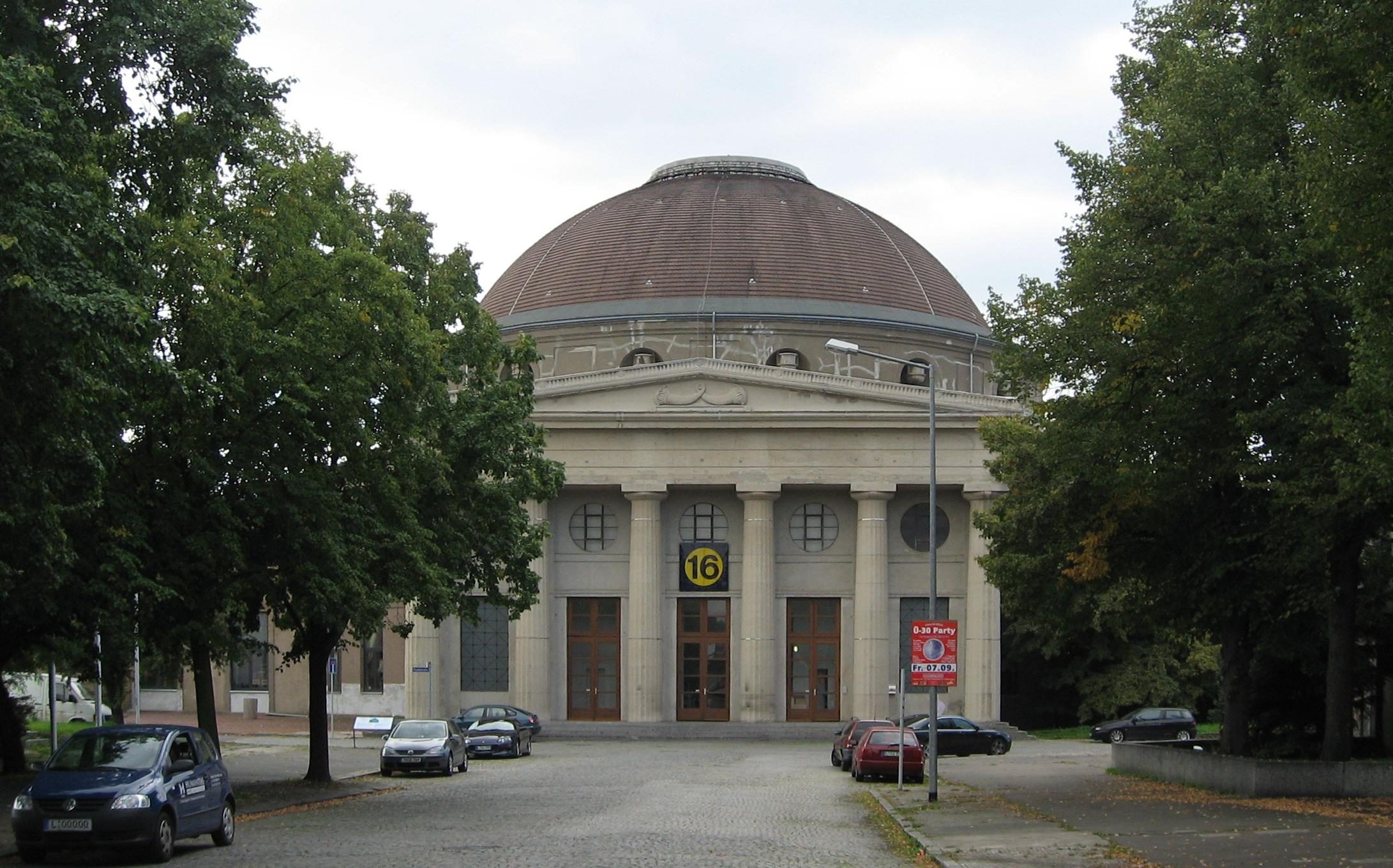
Ausstellungshalle von 1913 in Leipzig, heute Eventpalast

- In Leipzig fand im Jahr 1913 die Internationale Baufachausstellung auf dem heutigen alten Messegelände statt. Von den umfangreichen Ausstellungsbauten ist auf dem Ausstellungsgelände lediglich eine nach Entwurf von Wilhelm Kreis errichtete Halle erhalten, die heute als Eventpalast bekannt ist, sowie die als Referenzobjekte von neun Architekten errichteten Wohnbauten in der benachbarten Gartenvorstadt Marienbrunn.

- In Stuttgart entstand 1927 als Bauausstellung des Deutschen Werkbunds die Weissenhofsiedlung. Unter der künstlerischen Leitung von Ludwig Mies van der Rohe entstanden 21 Musterhäuser als Wohnprogramm für den modernen Großstadtmenschen. Mit dem Titel „Die Wohnung“ wurden 1927 erstmals national und international die vom Deutschen Werkbund geforderten und geförderten neuen Formen des Wohnens beispielhaft vorgeführt. An der Ausstellung waren 17 Architekten beteiligt, darunter Le Corbusier, Walter Gropius und Hans Scharoun.

- Die 1956 begonnene Internationale Bauausstellung Ruhr City wurde 1973 vorzeitig abgebrochen.

- In West-Berlin fand 1957 die Interbau mit dem Schwerpunkt „Wiederaufbau des Hansaviertels“ statt.

- Durch einen Beschluss des Berliner Abgeordnetenhauses im Jahre 1978 wurde die Internationale Bauausstellung 1984 auf den Weg gebracht, die später – infolge ihrer zeitlichen Ausdehnung – noch den Zusatz 1987 erhielt. Ab 1979 radikalisierte sich der Widerstand gegen die Flächensanierung, sodass zwei Projektgruppen gebildet wurden: Eine IBA-Neubau und eine IBA-Altbau sollten sich zur Stadterneuerung in Berlin mit den Themen „Kritische Rekonstruktion“ und „Behutsame Stadterneuerung“ auseinandersetzen. Die an Brisanz und Umfang gewinnende Veranstaltung firmierte somit als Internationale Bauausstellung 1984/87.[3]

- Ein weltweit herausragendes Beispiel war die von 1989 bis 1999 als Zukunftsprogramm des Landes Nordrhein-Westfalen angelegte Internationale Bauausstellung Emscher Park. Die gesamte Region der Schwerindustrie zwischen Duisburg und Dortmund, mit vielen oftmals mit Giftstoffen kontaminierten Brachflächen, wurde in eine neuzeitliche Wohn-, Kultur- und Freizeitlandschaft mit ökologischem Anspruch umgewandelt.

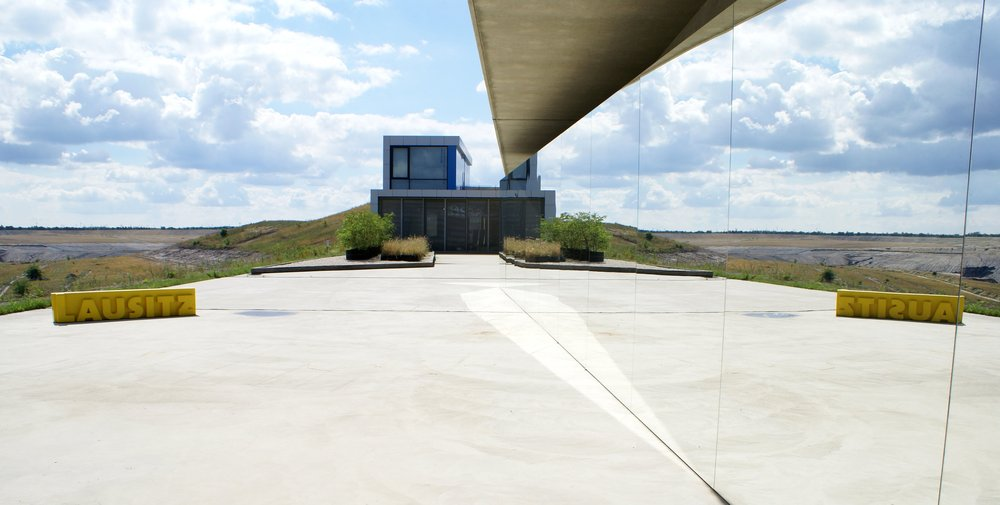
IBA-Terrassen am Großräschener See

- Die Internationale Bauausstellung Fürst-Pückler-Land (2000–2010) hatte das Leitthema „Landschaft“. In der Lausitz werden im Rahmen der Braunkohlegewinnung und Landschaftssanierung Millionen Kubikmeter Erde bewegt und neue Seen geschaffen. Wo sich einst das Energiezentrum der DDR befand, ist heute die größte Landschaftsbaustelle Europas. Teil dieses Wandlungsprozesses sind Industriebauten, Bergbaugeräte, Werkssiedlungen und großflächige Industrieareale, für die neue Bestimmungen zu finden sind.

- Die „Internationale Bouwtentoonstelling Rotterdam Hoogvliet“ thematisierte im Zeitraum 2001–2007 die städtebauliche und soziale Erneuerung einer Trabantenstadt der sechziger Jahre in der Industrieregion der Hafenstadt Rotterdam.

- Mit der Internationalen Bauausstellung Stadtumbau Sachsen-Anhalt 2010 (2003–2010) versuchte die Landesregierung Sachsen-Anhalts in Zusammenarbeit mit der Stiftung Bauhaus Dessau und der Landesentwicklungsgesellschaft SALEG, unter dem Leitthema „Neue Perspektiven für Städte im Umbruch“ dauerhaft eine leistungsfähige und günstige Infrastruktur in insgesamt 19 sachsen-anhaltischen Städten zu verwirklichen, deren Probleme häufig hohe Arbeitslosigkeit, Wegzug und Suburbanisierung sind. Die IBA Stadtumbau 2010 beschäftigte sich dabei insbesondere mit dem Phänomen der schrumpfenden Städte.

- Die IBA Hamburg (2006–2013) thematisierte mit dem „Sprung über die Elbe“ das Zusammenwachsen des nördlichen und südlichen Teils von Hamburg. Der Fokus lag daher auf den Elbinseln mit den Stadtteilen Hamburg-Veddel und Hamburg-Wilhelmsburg sowie dem Harburger Binnenhafen in Hamburg-Harburg. Die IBA-Projekte wurden unter den drei Leitthemen Metrozonen, Stadt im Klimawandel und Kosmopolis realisiert.[4]

- Mit der IBA Basel 2020 (2010–2021) hatte sich die trinationale Stadtregion Basel auf der Schweizer Seite des Dreiländerecks Deutschland-Frankreich-Schweiz die Aufgabe gestellt, durch grenzüberschreitende Projekte die gemeinsame Entwicklung der Region aktiv zu gestalten.[4]

- Unter dem Motto Wissen schafft Stadt fand von 2012 bis 2022 die IBA Heidelberg statt.[5]

- Unter dem Motto IBA Open hat die niederländische Städteregion Parkstad Limburg im Jahr 2012 eine IBA Parkstad gegründet. Bis 2020 wurde sie die erste IBA, die in den Niederlanden stattfand.[6]

- 2011 beschloss die Landesregierung von Thüringen, ebenfalls eine Internationale Bauausstellung durchzuführen: Die IBA Thüringen sollte in zehn Jahren innovative Antworten auf zentrale Zukunftsfragen in dem deutschen Bundesland entwickeln. Die Leitthemen der IBA Thüringen waren die großen Herausforderungen der Energiewende und des demografischen Wandels sowie sozio-kulturelle und finanzielle Veränderungsprozesse in ihren baulichen und landschaftlichen Auswirkungen. In diesem inhaltlichen Kontext wollte die IBA Thüringen modellhafte Lösungsansätze entwickeln und Projekte umsetzen, die Maßstäbe für ein zukunftsfähiges Handeln setzen. Meilensteine der IBA Thüringen sollten ihre Präsentationsjahre 2019 und 2023 sein. Am 6. Mai 2014 startete die IBA Thüringen mit ihrem ersten Projektaufruf Zukunft StadtLand! in die Projektarbeit.[7]

- Die IBA Wien 2022[8] wurde 2016 von der Stadt Wien ausgerufen. Mit dem Fokus auf „Neues soziales Wohnen“ wurden in ausgewählten Gebieten der Stadterweiterung sowie der Bestandstadt neue Modelle und Herangehensweisen erprobt. Nachhaltige Quartiersentwicklung, Leistbarkeit und neue Wohnformen waren die Themen, die in Zusammenhang mit sozialem Wohnen der Zukunft diskutiert und erprobt wurden.[9] Im Herbst 2020 fand die Ausstellung zum Zwischenstand der IBA Wien statt.[10]

- Bei der Internationale Bauausstellung 2027 StadtRegion Stuttgart (IBA’27) stehen bis 2027 fünf Themen und Räume im Fokus: die produktive Stadt, die Zukunft der Zentren, Orte der Bewegung und Begegnung, der Neckar als Lebensraum und das Erbe der Moderne.[11]

- Die „IBA Metropolregion München - Räume der Mobilität“ soll ab 2022 im 10-jährigen Innovationsprozess Projekte zum Thema Mobilitätswende in den Fokus stellen, Kommunen, Zivilgesellschaft und Forschung verbinden und die interkommunale Zusammenarbeit stärken. Die IBA-Gesellschaft befindet sich derzeit in Gründung und sieht eine direkte Beteiligung der Kommunen vor, es soll aber auch eine indirekte Beteiligung über den EMM e. V. möglich sein.[12]

## Geplante, aber nicht durchgeführte Ausstellungen
- IBA Berlin 2020: insbesondere mit Blick auf Freiflächen und Brachen wie den ehemaligen Flughafen Tempelhof und den damals voraussichtlich 2013 schließenden Flughafen Tegel wurde eine dritte IBA in Berlin geplant.[13][14]
Ende Mai 2011 lag das vertieft diskutierte und ausgearbeitete Prae-IBA-Konzept vor, als Grundlage für die politische Entscheidung des im Herbst 2011 neu gewählten Senats darüber, ob Berlin tatsächlich eine IBA Berlin 2020 durchführen will.[15]
Nach Diskussionen, auch über andere Standorte als ursprünglich vorgesehen (Widerstände gegen Tempelhof-Bauten), hat im Juni 2013 der Senat aus Kostengründen die IBA Berlin 2020 abgesagt.[16]

## Filmografie
- Vom Mars zum Seenland, IBA Fürst-Pückler-Land, Dokumentation, Produktion: Wolfgang Albus i. A. des RBB, Erstausstrahlung: 25. August 2010, 45 min.
- IBA Hamburg Projektfilm 2013, IBA Hamburg, Dokumentation, Produktion: Kooperative Berlin i. A. der IBA Hamburg, online seit: 25. März 2014, 10:22 min.